# Erkki Juhonpoika
Erkki Juhonpoika "Puujumala", död 1641, var en finländare som avrättades för häxeri. 
Han var bosatt i Kivikylä, Lapplands socken, Åbo län. Han var verksam som klok gubbe, och berömd i hela Finland för sina förmågor. Han uppgav sig vara 120 år gammal. 
Han ställdes inför rätta för trolldom första gången 1625. Han åtalades för att ha utövat illasinnad magi. Han frikändes dock i detta fall, vilket var vanligt i Finland. 
1640 ställdes han inför rätta en andra gång. En lång rad vittnesmål inkom om hans förmågor, och hur han hade förmågan att bota, men också hotat med att göra tvärtemot vid konflikt. 
Den 27 november 1641 dömde Åbo hovrätt honom till döden. Det angavs i domen att han var berömd och allmänt fruktad i hela Finland. 
Han var föremål för många legender. Trettio år efter sin död uppgavs att den för trolldom åtalade Matti Ristonpoika Mäski hade lärt sig sina förmågor från sin mor "Mäski-Maija", som i sin tur varit elev till Erkki Juhonpoika. 